# Автоматизація модуля зневоднення тонких відходів та шламів
Автоматизація модуля зневоднення тонких відходів та шламів включає автоматичний контроль і автоматизацію технологічних операцій згущення і зневоднення.

## Зневоднення

### Автоматичний контроль і керування центрифуг
- Контроль температури масла.
- Контроль витрати масла.
- Контроль сили струму основного приводу центрифуги.
- Контроль температури обмоток основного електродвигуна.
- Контроль температури підшипників основного електродвигуна.
- Контроль температури гідромуфти.
- Контроль витрати охолоджуючої води.
- Контроль аварійного рівня вібрації.
- Контроль аварійного моменту на валу.
- Контроль крутного моменту.
- Дистанційне керування і контроль стану автоматичних клапанів: клапан подачі, обвідний клапан, клапана промивки.

### Стрічкові фільтр-преси
- Автоматичне підтримання постійної витрати пульпи на фільтр-прес впливом на ЧРП насоса нижнього продукту з згущувача.
- Контроль витрати пульпи, що подається на фільтр-прес.
- Контроль щільності пульпи, що подається на фільтр-прес.
- Автоматизована подача робочих розчинів аніонного флокулянта та катіонного коагулянту.
- Розрахунок кількості твердого, що подається на фільтр-прес і корекція подачі робочих розчинів аніонного флокулянта та катіонного коагулянту на фільтр-прес залежно від кількості твердого.
- Локальний привід з плавно-регульованою швидкістю руху стрічки.

## Згущення

### Загальні функції
- Контроль рівня зумфів.
- Автоматичне підтримання рівнів технологічних зумпфів, додаванням підживлювальної води.
- Автоматичне управління дренажними насосами: включення і відключення насосів при Max і Min рівні від датчика рівня в дренажному зумпфі.
- Контроль струмів електродвигунів.

#### Радіальні згущувачі
- Контроль крутного моменту на граблинах.
- Контроль положення граблин.
- Контроль каламутності зливів згущувачів.
- Автоматизована подача робочих розчинів аніонного флокулянту та катіонного коагулянту.

#### Насоси нижнього продукту згущувача / живлення фільтр-пресів
- Дистанційне керування і контроль стану та основних параметрів насосів з частотно-регульованими приводами ЧРП: контроль струму, контроль швидкості обертання ЧРП.

#### Установки для приготування і дозування емульсійного катіонного коагулянту і Установки для приготування і дозування сухого аніонного флокулянту
- Насоси з частотно-регульованими приводами (ЧРП).
- Дистанційне керування і контроль стану основних параметрів ЧРП: контроль струму, контроль швидкості обертання ЧРП.
- Автоматичний облік витрати аніонного флокулянта.
- Автоматичний облік витрати емульсійного катіонного коагулянту.
- Автоматичне підтримання заданої витрати аніонного флокулянту.
- Автоматичне підтримання заданої витрати катіонного коагулянту.

## АСК параметрів водно-шламової системи вуглезбагачувальної фабрики
АСК параметрів водно-шламової системи вуглезбагачувальної фабрики — автоматична система керування, яка забезпечує комплексну автоматизацію технологічного процесу водно-шламової системи вуглезбагачувальної фабрики.
Склад АСК водно-шламової системи вуглезбагачувальної фабрики
- щити живлення периферійного обладнання вуглезбагачувальної фабрики,
- обладнання контролю вмісту твердого продукту у воді,
- обладнання контролю об'ємної витрати води,
- обладнання контролю безперервного рівня води в ємностях вуглезбагачувальної фабрики,
- центральний системний сервер (Цсб-сервер) на базі персонального комп'ютера.

АСК водно-шламової системи вуглезбагачувальної фабрики забезпечує безперервний автоматичний контроль:
- вмісту твердого продукту в оборотній воді.
- вмісту твердого продукту в скидній шламовій воді.
- об'ємної витрати скидних шламових вод і вагової витрати твердого продукту в скидних шламових водах.
- рівнів у ємностях оборотної й технічної води.

Крім того, АСК параметрів водно-шламової системи вуглезбагачувальної фабрики виконує обчислення й облік кількості скинутих шламових вод (за зміну, добу, з початку місяця).
АСК зберігає значення параметрів за заданий період часу, виводить дані на екран дисплея у вигляді таблиць і графіків.